# 海軍第16防空隊
海軍第16防空隊（かいぐんだいじゅううろくぼうくうたい）は1943年4月20日に横須賀で新編され、1943年5月に出陣してラバウル航空基地の対空戦闘に従事した高射砲部隊。1942年（昭和17年）12月から1944年（昭和19年）夏まで計161隊編成された日本海軍の特設防空隊の1つ。

## 戦史の概要
ガダルカナル島の戦いで航空戦は激化し、対空地上部隊の編成をが急務となる中、1942年12月から1944年にかけて特設防空隊が編成された。海軍第16防空隊は1943年4月に横須賀で新編された後に1943年5月に出陣してラバウル航空基地の対空戦闘に従事した高射砲部隊であった。海軍第16防空隊は同年6月28日にレカタ湾に出撃してラバウル最前線の戦闘行為で戦った。主力は中部ソロモンの最前線の援軍で増援に加わり連合軍の攻撃にコロンバンガラから撤退作戦に参加して危機一髪ブーゲンビル島に転進する。豪雨のためにミオ河に渡る行為が妨害されて終戦となる。空襲激化と食糧と飢饉と病気など疫病に苦しんだ。 
コロンガラ海上で戦死した28名と戦病死した159名の慰霊祭が1983年に靖国神社で実施された。

## 部隊編成
海軍第16防空隊には、海軍第一期予備学生出身対空専修の海軍少尉である橋本一郎が配備された。